# In Defiance of the Law
In Defiance of the Law est un film muet américain réalisé par Colin Campbell et sorti en 1914.

## Fiche technique
- Réalisation : Colin Campbell
- Scénario : Colin Campbell, d'après une histoire de James Oliver Curwood
- Production : William Nicholas Selig
- Date de sortie : États-Unis : 28 juin 1914

## Distribution
- Wheeler Oakman : Billy McVeigh
- Tom Mix : Caporal Nome
- Joe King : Scottie Deane
- Frank Clark : Jim Blake
- Bessie Eyton : Isobel Deane
- Baby Lillian Wade : la petite Isobel
- Lillian Hayward : une squaw
- Old Blue, le cheval de Tom Mix